# Doumea
Doumea is een geslacht van straalvinnige vissen uit de familie van de kuilwangmeervallen (Amphiliidae).

## Soorten
- Doumea angolensis Boulenger, 1906
- Doumea chappuisi Pellegrin, 1933
- Doumea gracila Skelton, 2007
- Doumea reidi Ferraris, Skelton & Vari, 2010
- Doumea sanaga Skelton, 2007
- Doumea stilicauda Ferraris, Skelton & Vari, 2010
- Doumea thysi Skelton, 1989
- Doumea typica Sauvage, 1879